# Experimental Jet Set, Trash and No Star
Experimental Jet Set, Trash and No Star je studiové album americké rockové kapely Sonic Youth. Bylo vydáno v březnu roku 1994. Obsahuje jednu z nejznámějších písní Sonic Youth „Bull in the Heather“. K videoklipu k této písni se mimo jiné objevila Kathleen Hanna ze skupiny Bikini Kill.

## Seznam skladeb
| Pořadí         | Název                               | Délka |
| -------------- | ----------------------------------- | ----- |
| 1.             | Winner's Blues                      | 2:07  |
| 2.             | Bull in the Heather                 | 3:04  |
| 3.             | Starfield Road                      | 2:15  |
| 4.             | Skink                               | 4:12  |
| 5.             | Screaming Skull                     | 2:38  |
| 6.             | Self-Obsessed and Sexxee            | 4:30  |
| 7.             | Bone                                | 3:57  |
| 8.             | Androgynous Mind                    | 3:21  |
| 9.             | Quest for the Cup                   | 2:30  |
| 10.            | Waist                               | 2:49  |
| 11.            | Doctor's Orders                     | 4:20  |
| 12.            | Tokyo Eye                           | 3:55  |
| 13.            | In the Mind of the Bourgeois Reader | 2:33  |
| 14.            | Sweet Shine                         | 5:26  |
| Celková délka: | Celková délka:                      | 47:37 |